# 베스트리뷔그드

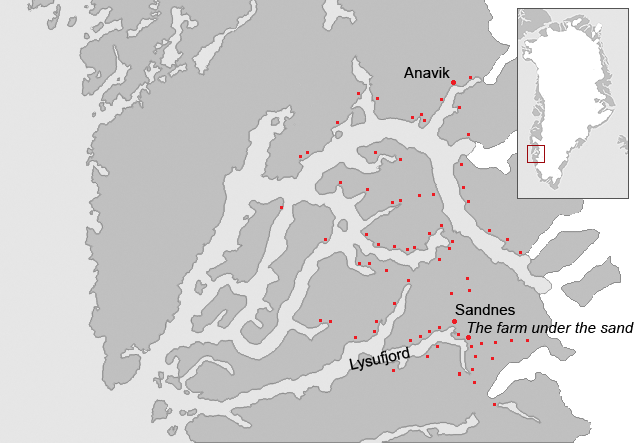

베스트리뷔그드(고대 노르드어: Vestribyggð)는 885년경 아이슬란드에서 출발한 노르드인들이 그린란드에 세운 정착지이다. "베스트리뷔그드"는 "서쪽 정착지"라는 뜻이다. 이름은 서쪽 정착지지만 서쪽이라기보다는 북쪽에 있다. 누프 캉게르루아 협만 안쪽(오늘날 그린란드의 수도인 누크 근처)에 위치했다.
중세 문헌들 중 언급되는 일이 극히 적고 상세한 설명은 아예 없어서, 에위스트리뷔그드보다 더 알려진 것이 없다. 전성기의 베스트리뷔그드에는 아마 약 1,000 명의 주민이 있었을 것으로 생각된다. 이는 에위스트리뷔그드의 4분의 1에 불과한데, 에위스트리뷔그드보다 더 북쪽에 있어 농사지을 수 있는 철이 더 짧았기 때문인 것 같다. 베스트리뷔그드에서 가장 큰 농장은 산드네스로, 이 일대에서 대략 95개소의 농장 유적이 발견되었다.

## 같이 보기
- 에위스트리뷔그드